# Leozehntnera maxima
Leozehntnera maxima är en kackerlacksart som först beskrevs av van Herrewege 1973.  Leozehntnera maxima ingår i släktet Leozehntnera och familjen jättekackerlackor. Inga underarter finns listade i Catalogue of Life.